# Вознесенка (Ермаковский район)
Вознесе́нка — деревня в Ермаковском районе Красноярского края. Входит в состав Мигнинского сельсовета.

## География
Деревня находится на левом берегу реки Мигна, вблизи места впадения в неё ручья Тарасовский. Абсолютная высота — 371 м над уровнем моря.

## История
Основана в 1846 году. В 1926 году в деревне Осиновка имелось 149 хозяйств и проживало 724 человека (323 мужчины и 401 женщина). В национальном составе населения того периода преобладали русские. В административном отношении являлась центром Вознесенского сельсовета Ермаковского района Минусинского округа Сибирского края.

## Население
| 1989 | 2002 | 2010 |
| ---- | ---- | ---- |
| 39   | ↗84  | ↘36  |

Половой состав
По данным Всероссийской переписи населения 2010 года, в гендерной структуре населения мужчины составляли 52,8 %, женщины — соответственно 47,2 %.
Национальный состав
Согласно результатам переписи 2002 года, в национальной структуре населения русские составляли 100 % из 84 чел.